# Catedral de San José Obrero (Raiganj)
La Catedral de San José Obrero o simplemente Catedral de Raiganj y también la iglesia de Raiganj es una catedral católica dedicada al santo patrón de Raiganj en Bengala Occidental, parte del país asiático de la India. La catedral cuenta con pinturas vitrales, techo, y pilares prominentes en ambos lados modelados a semejanza de los griegos, puertas talladas y un altar mayor con una cúpula hexagonal en la parte superior de la misma. Pertenece a la diócesis de Raiganj.
Esta catedral que tardó tres años y diez meses en completarse fue inaugurada y dedicada por el obispo Alphonsus D'Souza S.J. El 17 de noviembre de 2010. En 1962, Albinus Kujur comenzó un centro misionero en Chotaparua en una pequeña casa de hojalata que tenía una capilla, sala de estar y una rectoría.